# Pomadasys punctulatus
Pomadasys punctulatus és una espècie de peix de la família dels hemúlids i de l'ordre dels perciformes.

## Morfologia
Els mascles poden assolir els 30 cm de longitud total.

## Distribució geogràfica
Es troba des del Mar Roig fins al Golf d'Oman.